# Dactylolabis wodzickii
Dactylolabis wodzickii là một loài ruồi trong họ Limoniidae. Chúng phân bố ở miền Cổ bắc.